# Phương diện quân Ukraina
Phương diện quân Ukraina (tiếng Nga: Украинский фронт) là một tổ chức tác chiến chiến lược của Hồng quân Liên Xô vào đầu Thế chiến thứ hai, với địa bàn tác chiến chủ yếu trên hướng Ukraina trong Chiến dịch giải phóng miền Tây Ucraina và Belarus 1939.

## Hình thành
Giữ năm 1939, Hiệp ước Molotov-Ribbentrop giữa Liên Xô và Đức Quốc xã phân chia vùng ảnh hưởng tại Ba Lan. Chỉ vài ngày sau đó, Đức tấn công Ba Lan. Ngày 11 tháng 9, các quân khu đặc biệt Belorussia và Kiev đã nhận được lệnh triển khai các khu vực dã chiến. Phương diện quân Ukraina cũng được thành lập trên cơ sở Quân khu đặc biệt Kiev, chuẩn bị tiến quân theo hướng Tây vào Ba Lan để chiếm vùng lãnh thổ của Tây Ukraina.
Mặc dù nhiều vụ đụng độ đã xảy ra giữ quân đội Ba Lan với Hồng quân Liên Xô, nhưng hầu hết các đơn vị Ba Lan đều nhanh chóng đầu hàng. Đến ngày 29 tháng 9, Hồng quân đã dừng hành tiến tại khu vực ranh giới đã thỏa thuận trước với bộ chỉ huy quân Đức.
Sau khi chiến dịch Ba Lan kết thúc, ngày 14 tháng 11 năm 1939, Phương diện quân Ukraina được chuyển thành Quân khu đặc biệt Kiev.
Lãnh đạo phương diện quân
- Tư lệnh: Tư lệnh Tập đoàn quân bậc 1 S.K. Timoshenko
- Ủy viên Hội đồng quân sự: Chính ủy Quân đoàn V.N. Borisov
- Tham mưu trưởng: Sư đoàn trưởng N.F. Vatutin

Biên chế chủ yếu
- Binh đoàn Shepetivka (Шепетовская армейская группа), đến ngày 18 tháng 9 đổi thành Binh đoàn phía Bắc (Северная армейская группа), đến ngày 28 tháng 9 đổi thành Tập đoàn quân 5 (5-я армия)
- Binh đoàn Volochisk (Волочиская армейская группа), đến ngày 24 tháng 9 đổi thành Binh đoàn phía Đông (Восточная армейская группа), đến ngày 28 tháng 9 đổi thành Tập đoàn quân 6 (6-я армия)
- Binh đoàn Kamyanyets-Podolsk (Каменец-Подольская армейская группа), đến ngày 20 tháng 9 đổi thành Binh đoàn phía Nam (Южная армейская группа), đến ngày 24 tháng 9 đổi thành Tập đoàn quân 12 (12-я армия)
- Binh đoàn Odessa (Одесская армейская группа), đến ngày 2 tháng 10 đổi thành Tập đoàn quân 13 (13-я армия)
- Binh đoàn Kỵ binh (Кавалерийская армейская группа, bổ sung ngày 2 tháng 10)